# كارل ماركوس أولسون
كارل ماركوس أولسون (بالإنجليزية: Carl Marcus Olson)‏ هو فيزيائي وكيميائي أمريكي، ولد في 1911، وتوفي في 16 مايو 2011.